# Marino Rodrigues dos Santos
Marino Rodrigues dos Santos (? —?) foi um político brasileiro.
Foi eleito, em 3 de outubro de 1962, deputado estadual, pelo PSB com a Aliança Republicana Socialista, para a 41ª Legislatura da Assembleia Legislativa do Rio Grande do Sul, de 1963 a 1967. Foi o primeiro deputado gaúcho cassado em, 14 de abril de 1964, logo após o Golpe de 1964.